# Skageflå

Uitzicht vanaf Skageflå

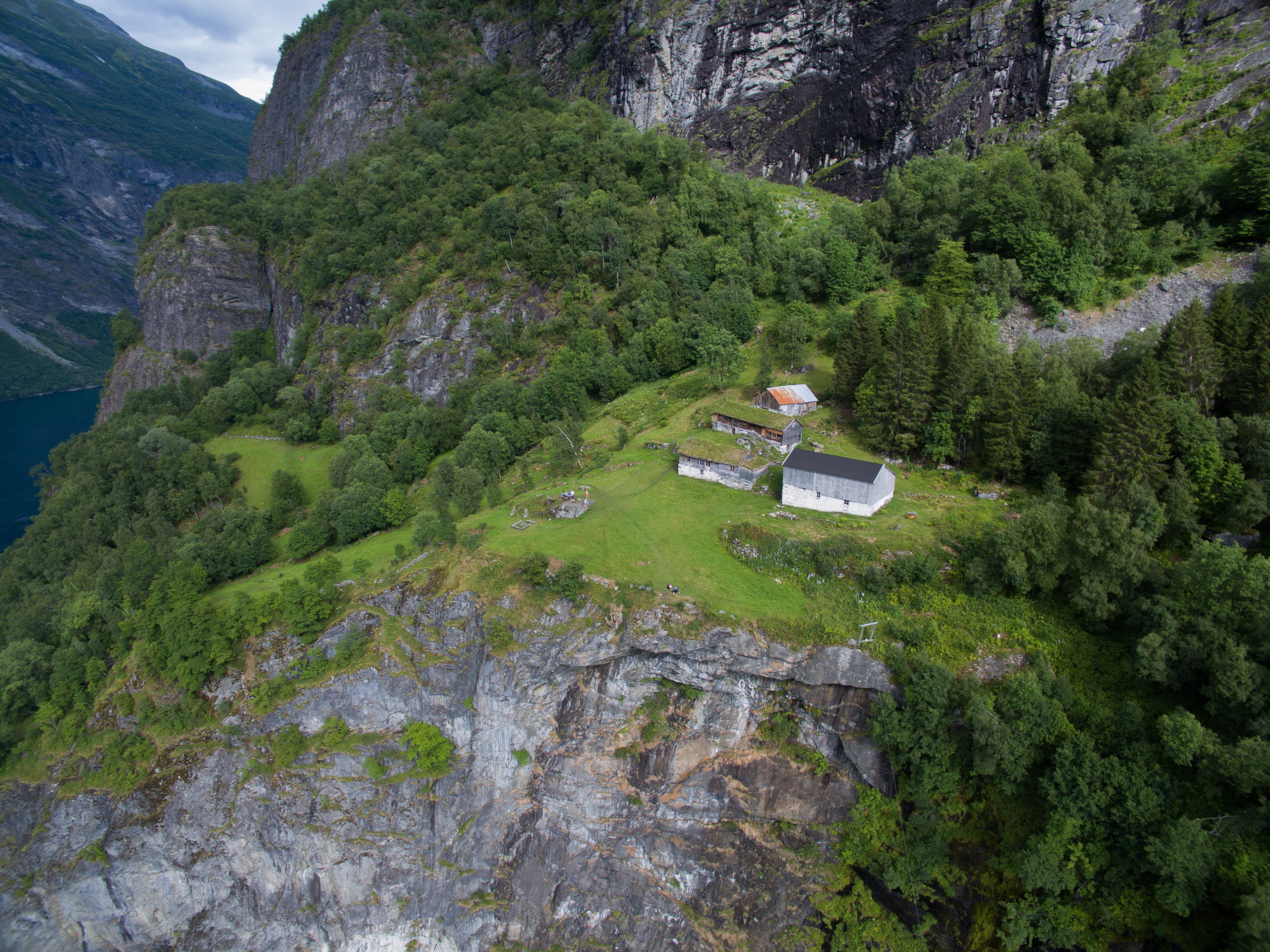

Skageflå is een historische boerderij boven de Geirangerfjord in Noorwegen. De boerderij ligt 250 meter boven de fjord en biedt een uitzicht op de boerderij Knivsflå en de waterval De syv søstrene.